# Afroblemma thorelli
Genre
Espèce
Synonymes
- Paculla thorelli Brignoli, 1974

Afroblemma thorelli, unique représentant du genre Afroblemma, est une espèce d'araignées aranéomorphes de la famille des Tetrablemmidae.

## Distribution
Cette espèce se rencontre en Angola, au Congo-Kinshasa et en Tanzanie.

## Liste des sous-espèces
Selon World Spider Catalog (31 mai 2014) :
- Afroblemma thorelli maniema Lehtinen, 1981
- Afroblemma thorelli thorelli (Brignoli, 1974)

## Publications originales
- Brignoli, 1974 : Tetrablemmidae (Araneae) dell'Angola e della Zaire. Publicaçoes culturais da Companhia de Diamantes de Angola, vol. 88, p. 177-196.
- Lehtinen, 1981 : Spiders of the Oriental-Australian region. III. Tetrablemmidae, with a world revision. Acta Zoologica Fennica, vol. 162, p. 1-151.